# Blashenwell Farm Pit
Koordinaten: 50° 37′ 26,1″ N, 2° 4′ 9,2″ W
Das 11,4 Hektar große Gebiet Blashenwell Farm Pit liegt nördlich des Gutshauses Blashenwell Farm  in der Grafschaft Dorset in England. Es wurde im Jahr 1985 zu einem Gebiet von besonderem wissenschaftlichen Interesse erklärt (engl. Site of Special Scientific Interest). Wissenschaftlich wertvoll ist eine Tuff-Ablagerung, die während des Flandriums gebildet wurde. Sie enthält Fossilien von Mollusken sowie archäologische Überreste und bildet einen langen, ununterbrochenen Aufschluss.
Blashenwell Farm liegt südlich von Corfe Castle, zwischen Kingston und Church Knowle. Der westliche Teil des Geländes wird derzeit als Anbaufläche für Mais genutzt.